# 上砂川町
上砂川町（日语：／ Kamisunagawa chō */?）為一個位於日本北海道空知綜合振興局中部的城鎮，東部是南北走向的夕張山脈。城鎮中心沿著山谷延伸，其他區域多為山岳和森林地帶。當地的主要產業為製造業、服務業和建築業，特產是香菇。上砂川町的產煤地曾與空知煤田一起支撐了日本的資本主義經濟。自從椴法華村被編入函館市以後，上砂川町成為北海道面積最小的自治體。
由於上砂川町是於1949年由砂川町（後來的砂川市）分割獨立而成，「砂川」之名是源自上歌志內川的阿伊努語「ota-us-nay」的意譯，指的是砂多的河川；因為此新分割出的區域位於上歌志內川的上游，因此命名為「上砂川」。

## 人口
| 上砂川町人口分布圖 |                                                 |  |
| 上砂川町與日本全國年齡別人口分布比較圖 （2005年資料） | 上砂川町的年齡、男女別人口分布圖 （2005年資料） |  |
| ■紫色是上砂川町 ■綠色是全国 | ■藍色是男性 ■紅色是女性                         |  |
| 上砂川町人口變化 \| 1970年 \| 15,718人 \| \| \| 1975年 \| 12,618人 \| \| \| 1980年 \| 10,790人 \| \| \| 1985年 \| 9,459人 \| \| \| 1990年 \| 6,440人 \| \| \| 1995年 \| 5,852人 \| \| \| 2000年 \| 5,171人 \| \| \| 2005年 \| 4,770人 \| \| \| 2010年 \| 4,094人 \| \| \| 2015年 \| 3,479人 \| \| \| 2020年 \| 2,841人 \| \| |                                                 |  |
| 資料來源：日本總務省統計中心提供之人口普查數據 |                                                 |  |
| 1970年 | 15,718人                                        |  |
| 1975年 | 12,618人                                        |  |
| 1980年 | 10,790人                                        |  |
| 1985年 | 9,459人                                         |  |
| 1990年 | 6,440人                                         |  |
| 1995年 | 5,852人                                         |  |
| 2000年 | 5,171人                                         |  |
| 2005年 | 4,770人                                         |  |
| 2010年 | 4,094人                                         |  |
| 2015年 | 3,479人                                         |  |
| 2020年 | 2,841人                                         |  |

## 歷史
- 1887年：在下歌志內川上游發現上砂川煤田。
- 1897年：來自福井縣鶉村的山內甚之助氏他等8人前來此地進行開墾。[3]
- 1903年：三井礦山、三井砂川礦業所開始營運。
- 1949年1月1日：上砂川町由砂川町和歌志內町分割獨立設置。
- 1987年：三井砂川礦業所停止營運。

## 交通

### 鐵路
- 北海道旅客鐵道
  - 函館本線上砂川支線（已於1994年停駛）：下鶉車站 - 鶉車站 - 東鶉車站 - 上砂川車站

### 道路
主要地方道
- 北海道道114號赤平奈井江線
- 北海道道115號蘆別砂川線

### 巴士
- 北海道中央巴士
  - 瀧川 - 砂川 - 上砂川 - 歌志內 - 赤平 - 赤平昭和、宮下町
  - 砂川 - 上砂川 - 東町、上砂川岳溫泉

## 觀光

### 景點
- 上砂川煤礦館
- 無重力科學館

## 教育
| - 上砂川町立上砂川中學校 | - 上砂川町立中央小學校 |

## 姊妹市・友好都市

### 海外
- 斯伯伍德（英语：Sparwood, British Columbia）（加拿大 不列顛哥倫比亞）

## 本地出身之名人
- 重兼芳子：作家
- 渡邊淳一：作家
- 山岸凉子：漫畫家
- あさりよしとお：漫畫家

## 外部連結
- （日語）上砂川町文化協會[永久]
- （日語）上砂川商工會議所